# 存霈
存霈（1843年—？年）,荊州駐防滿洲正藍旗覺羅寶麟佐領下人，同治九年庚午科繙譯舉人，光緒二十四年（1898年）戊戌科繙譯進士。

## 履歷[2]
- 光緒十八年間，戶部筆帖式[3]
- 中進士後，庶吉士[4]，散館工部主事[5]
- 光緒三十一年（1905年）五月十三日奉旨依議改歸知縣，籤掣廣東瓊州府樂會縣知縣。